# Rezerwat przyrody Cisowa
Rezerwat przyrody Cisowa – został założony w 1983 roku na terenie Trójmiejskiego Parku Krajobrazowego. Obejmuje obszar 24,76 ha głównie doliny potoku Cisówki wraz z przylegającymi zboczami. Teren rezerwatu jest zarządzany przez Nadleśnictwo Gdańsk, nadzór sprawuje Regionalna Dyrekcja Ochrony Środowiska. Rezerwat leży głównie na terenie Gdyni, niewielki jego fragment położony jest w gminie Wejherowo.
Na ogólną liczbę 217 gatunków roślin naczyniowych występujących w rezerwacie 3 podlegają ochronie częściowej: gnieźnik leśny, wawrzynek wilczełyko i wroniec widlasty. 12 gatunków roślin znajduje się na liście ginących i zagrożonych roślin naczyniowych Pomorza Zachodniego i Wielkopolski: czerniec gronkowy, gnieźnik leśny, kopytnik pospolity, kostrzewa leśna, kozłek dwupienny, manna gajowa, przetacznik górski, rzeżucha leśna, wawrzynek wilczełyko, wroniec widlasty, wyka leśna i żywiec cebulkowy.
Ochronie podlega także naturalna rzeźba terenu strefy krawędziowej wysoczyzny morenowej Pojezierza Kaszubskiego wraz z kompleksami roślinnymi żyznej buczyny pomorskiej, łęgu jesionowo-olszowego i roślinności źródliskowej.
Od 2007 roku południową granicą rezerwatu przebiega oznaczony kolorem czerwonym Szlak Wejherowski, który po zmianie trasy ma długość 56 km.